# 2. ulanski polk (Avstro-Ogrska)
Za druge 2. polke glejte 2. polk.
2. ulanski polk (izvirno nemško Galizisches Ulanen Regiment »zu Schwarzenberg« Nr. 2; dobesedno slovensko: Galicijski ulanski polk »Vojvoda zu Schwarzenberg« št. 2) je bil konjeniški polk avstro-ogrske skupne vojske.

## Zgodovina
Polk je bil ustanovljen leta aprila 1798 s preoblikovanjem Frei-Corps Dehlmann. 

### Prva svetovna vojna
Polkovna narodnostna sestava leta 1914 je bila sledeča: 84% Poljakov in 16% drugih.
Naborni okraj polka je bil v Krakovu, pri čemer so bile polkovne enote garnizirane sledeče: Tarnów (štab in I. divizion) in Bočina (II. divizion).

## Poveljniki polka
- 1859: Friedrich Schaaffgotsche[4]
- 1865: Julius Fluck von Leidenkron[5]
- 1879: Miecislaus Laszowski von Kraszkowicze[6]
- 1914: Josef Lasocki von Lasocino[7]